# Disturbed
Disturbed er et hard rock band fra Chicago, Illinois. Bandet blev til i 1994, da musikerne Dan Donegan, Steve "Fuzz" Kmak og Mike Wengren hyrede David Draiman i Chicago som deres forsanger. Disturbed skulle originalt have spillet musik i genren nu metal men det blev ændret til hard rock eller heavy metal.

## Historie
I 1997 blev bandet Disturbed stiftet af bassisten Steve "Fuzz" Kmak, guitaristen Dan Donegan og trommeslageren Mike Wengren. De startede med at spille i små klubber rundt omkring i Chicago inden David Draiman svarede ja til at slutte sig til bandet som forsanger.
I deres tidlige år indspillede Disturbed to separate demo-EP'er og sendte dem til forskellige pladeselskaber. I 1999 brød bandet igennem med singlen "Stupify" og efterfølgende deres første album The Sickness. Det gav dem en større succes. Efter at have taget del i Ozzy Osbourne's Ozzfest tour i 2001 begyndte bandet deres Music as a Weapon Tour. 
I september 2002 udkom Disturbed's andet album Believe der debuterede på #1. I 2003 deltog Disturbed så endnu engang i Ozzfest Tour. 
Et stykke tid efter forlod bassisten Kmak bandet, på grund af personlige årsager. John Moyer kom til at erstatte ham (Hans plads som fuldtidsmedlem er aldrig blevet bekræftet). Forsangeren David Draiman udtalte sig ,,Da Kmak var i bandet, passede Disturbed ikke så godt sammen hverken personligt eller musikalsk".

Bandet turnerede for nylig med 10 Years og Ill Nino som støtte til deres tredje album Ten Thousand Fists som blev udgivet verden over den 20 september 2005. Albummet debuterede på en #1 i USA. Yderligere blev der udgivet to sange ved navn "Hell" og "Monster." "Hell" kan formentlig høres på bandets MYspace hjemmeside og på singlen "Stricken." "Monster" kan høres som et bonustrack på tourudgaven af Ten Thousand Fists og på Europa Tourudgaven, som flere gange blev udskudt, fordi David Draiman havde haft problemer med sin stemme.

Den 7. januar 2006 fortalte Draiman til et radioshow i Seattle, at det kunne se ud som om, Disturbed ville være med til dette års Ozzfest. Et stykke tid senere sagde han i et interview d. 30 januar, at han aldrig havde sagt sådan noget, hvilket var en direkte modsigelse af, hvad han sagde tidligere. David Draimans udtale ledte til noget kritik blandt nogle af fansene på deres officielle "messageboard" på internettet. Det resulterede i at det blev lukket ned af bandet. Det er blevet fortalt af nogen kilder som Blabbermouth.net at Draiman føler denne online kommunikation var blevet en last da antallet af Disturbed-fans voksede til 8.000 inde på deres "messageboard" og det var blevet en større frustration at høre alt denne pågående kritik fra fansene. 
Alligevel blev det bekræftet at Disturbed skulle optræde på Ozzfest 2006. De skulle optræde på hovedscenen sammen med andre kendte bands, blandt andet System of a Down. I april 2006 fuldendte bandet en australsk tour hvor de støttede KoRn sammen med 10 Years og Hatebreed.

## Medlemmer
Nuværende medlemmer
- Dan Donegan – guitar, programmering, keyboards, baggrundsvokal  (1994–2011, 2015–nu)
- Mike Wengren – trommer, percussion, baggrundsvokal, programmering (1994–2011, 2015–nu)
- David Draiman – forsanger (1996–2011, 2015–nu)
- John Moyer – bas, bagrundsvokal (2005–2011, 2015–nu; sessionsmusiker 2004–2005)

|
Tidligere medlemmer
- Erich Awalt – forsanger (1994–1996)
- Steve "Fuzz" Kmak – bas (1994–2003)

|}

## Diskografi

### Studiealbums
- The Sickness (2000)
- Believe (2002)
- Ten Thousand Fists (2005)
- Indestructible (2008)
- Asylum (2010)
- Immortalized (2015)
- Evolution (2018)

### Singler
| År   | Title                              | Placering på hitliste | Placering på hitliste | Placering på hitliste | Placering på hitliste | Placering på hitliste | Album              |
| År   | Title                              | Hot 100               | Mainstream Rock       | Modern Rock           | UK Singles Chart      | UK Rock Singles       | Album              |
| 2000 | "Stupify"                          | -                     | #12                   | #10                   | -                     | -                     | The Sickness       |
| 2000 | "Down with the Sickness"           |                       |                       |                       |                       |                       | The Sickness       |
| 2000 | "Voices"                           | -                     | #16                   | #18                   | #52                   | #16                   | The Sickness       |
| 2001 | "The Game"                         | -                     | #34                   | -                     | -                     | -                     | The Sickness       |
| 2002 | "Prayer"                           | #58                   | #3                    | #3                    | #31                   | #3x                   | Believe            |
| 2002 | "Remember"                         | -                     | #6                    | #22                   | #56                   | #19                   | Believe            |
| 2003 | "Liberate"                         | -                     | #4                    | #22                   | -                     |                       | Believe            |
| 2005 | "Guarded"                          | -                     | #7                    | #28                   | -                     | -                     | Ten Thousand Fists |
| 2005 | "Stricken"                         | #89                   | #2                    | #13                   | #90                   | #3                    | Ten Thousand Fists |
| 2006 | "Just Stop"                        | -                     | #4                    | #24                   | -                     | -                     | Ten Thousand Fists |
| 2006 | "Land of Confusion" (coverversion) | #105                  | #1 (3 uger)           | #18                   | #79                   | #2                    | Ten Thousand Fists |
| 2006 | "Ten Thousand Fists"               |                       |                       |                       |                       |                       | Ten Thousand Fists |
| 2008 | "Inside the Fire"                  |                       |                       |                       |                       |                       | Indestructible     |
| 2008 | "Perfect Insanity"                 |                       |                       |                       |                       |                       | Indestructible     |
| 2008 | "Indestructible"                   |                       |                       |                       |                       |                       | Indestructible     |
| 2009 | "The Night"                        |                       |                       |                       |                       |                       | Indestructible     |
| 2010 | "Another Way to Die"               |                       |                       |                       |                       |                       | Asylum             |
| 2010 | "Asylum"                           |                       |                       |                       |                       |                       | Asylum             |
| 2010 | "The Animal"                       |                       |                       |                       |                       |                       | Asylum             |
| 2011 | "Warrior"                          |                       |                       |                       |                       |                       | Asylum             |
| 2011 | "3"                                |                       |                       |                       |                       |                       | The Lost Children  |
| 2011 | "Hell"                             |                       |                       |                       |                       |                       | The Lost Children  |
| 2015 | "The Vengeful One"                 |                       |                       |                       |                       |                       | Immortalized       |
| 2015 | "The Light"                        |                       |                       |                       |                       |                       | Immortalized       |
| 2015 | "The Sound of Silence"             |                       |                       |                       |                       |                       | Immortalized       |
| 2016 | "Open Your Eyes"                   |                       |                       |                       |                       |                       | Immortalized       |
| 2018 | "Are You Ready"                    |                       |                       |                       |                       |                       | Evolution          |
| 2018 | "A Reason to Fight"                |                       |                       |                       |                       |                       | Evolution          |
| 2019 | "No More"                          |                       |                       |                       |                       |                       | Evolution          |
| 2020 | "Hold on to Memories"              |                       |                       |                       |                       |                       | Evolution          |
| 2020 | "If I Ever Lose My Faith In You"   |                       |                       |                       |                       |                       |                    |

### Soundtracks
- 2001 – "Down with the Sickness" – Brugt i The One
- 2001 – "A Welcome Burden" – Brugt i Dracula 2000
- 2001 – "The Game" – Brugt i Cooler's Revenge (Dragon Ball Z film 5)
- 2001 – "Stupify" (remix) – Brugt i Little Nicky
- 2001 – "God of the Mind" – Brugt i Valentine
- 2001 – "Stupify" – Brugt i Lord Slug (Dragon Ball Z film 4)
- 2001 – "Fear" – Lord Slug (Dragon Ball Z Movie 4)
- 2002 – "Forsaken" – Brugt i Queen of the Damned
- 2002 – "Down With the Sickness" – Brugt i Queen of the Damned
- 2002 – "Glass Shatters" – WWF Forceable Entry
- 2004 – "Down with the Sickness" – Brugt i Dawn of the Dead
- 2004 – "Liberate" – Brugt i Tony Hawk's Underground 2 + Guitar Hero 3
- 2005 – "Prayer" – Brugt i House of Wax
- 2005 – "Decadence" – Brugt i Need for Speed: Most Wanted
- 2005 – "Ten Thousand Fists" – Brugt i Need for Speed: Most Wanted + Madden 06
- 2006 – "The Sickness" brugt i Dracula 2000
- 2006 – "Guarded" – Brugt i Saw 3
- 2008 – "Perfect Insanity" – brugt i Raw Vs Smackdown 2009